# Mosteiro do Varatojo
O Mosteiro do Varatojo (também conhecido por Convento do Varatojo, Mosteiro de Santo António do Varatojo e Convento de Santo António do Varatojo) é um antigo mosteiro franciscano localizado em Varatojo, na freguesia de Santa Maria, São Pedro e Matacães, município de Torres Vedras, em Portugal.
Foi fundado por D. Afonso V de Portugal em 1470, em cumprimento de uma promessa que havia feito a Santo António, pedindo auxílio para as campanhas do Norte de África.
Foi classificado como Monumento Nacional por Decreto de 16 de junho de 1910 (Diário do Gôverno, n.º 136, de 23 de junho de 1910).